# Stepan Dmitrijewitsch Netschajew

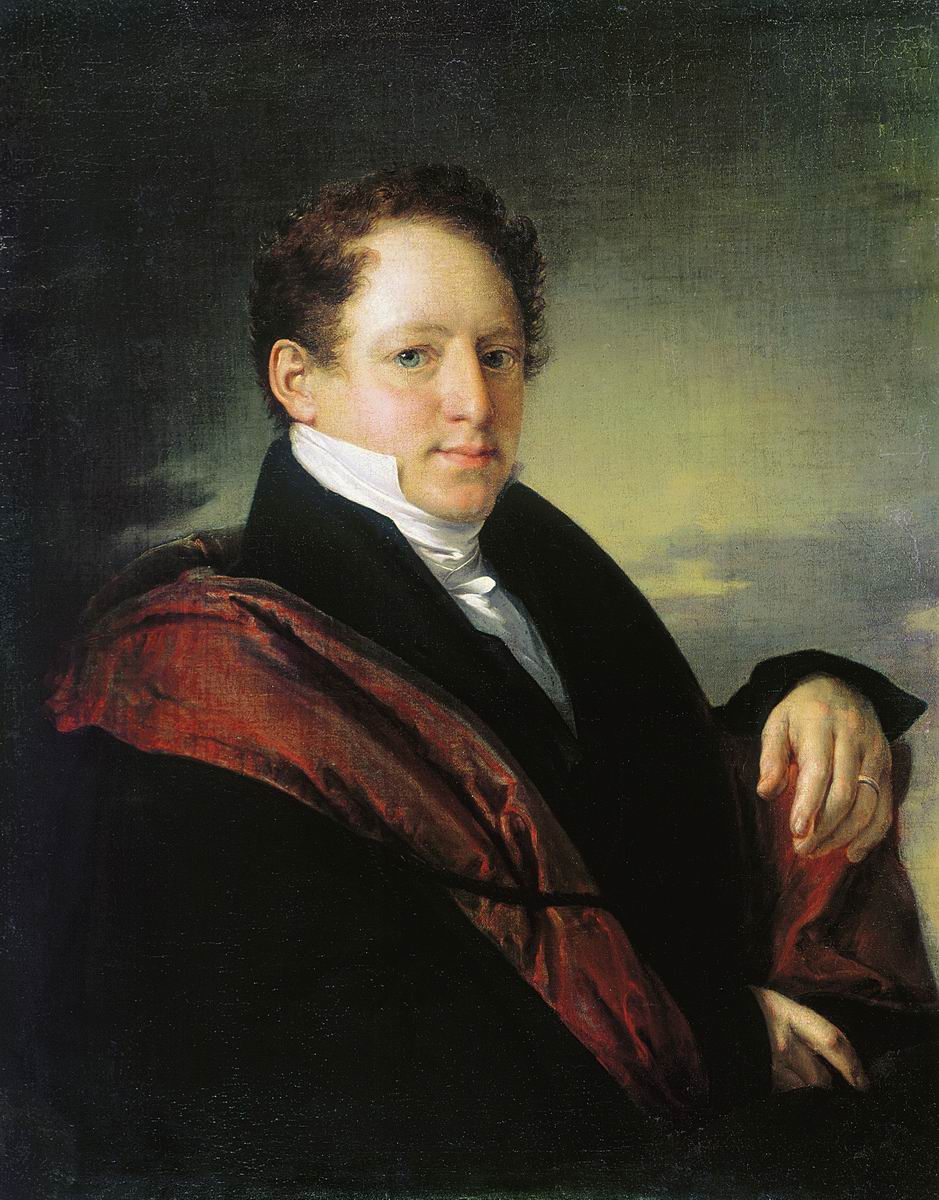
Stepan Dmitrijewitsch Netschajew (W. A. Tropinin)

Stepan Dmitrijewitsch Netschajew (russisch Степан Дмитриевич Нечаев; * 18. Julijul. / 29. Juli 1792greg. in Polibino, Ujesd Dankow; † 5. Septemberjul. / 17. September 1860greg. ebenda) war ein russischer kaiserlicher Beamter, Dichter, Historiker und Mäzen.

## Leben
Netschajews Eltern waren der reiche Grundherr von Polibino und Adelsmarschall des Ujesd Dankow Dmitri Stepanowitsch Netschajew (1742–1820) und Anna Iwanowna von Sievers (1764–1834). Er erhielt eine häusliche Erziehung. Mit einem Attest der Universität Moskau begann er 1811 seinen Dienst im Kollegium für auswärtige Angelegenheiten. Nach drei Monaten wurde er in die Kanzlei des Rigaer Militärgouverneurs Fürst Jakow Lobanow-Rostowski versetzt, in der er bis Ende 1812 blieb. Er trat in eine geheime Freimaurergesellschaft ein.
1814 wurde Netschajew Ehrenaufseher der Schule in Skopin. 1816 schloss er sich der Gesellschaft für Geschichte und Altertümer bei der Universität Moskau an, deren Wirkliches Mitglied er 1823 wurde. 1817 bis 1823 war er Direktor der Schule des Gouvernements Tula und des dortigen Gymnasiums. In Tula eröffnete er eine Lancasterschule, vier Pensionate und einige andere Schulen. 1820 wurde er Mitglied der Gesellschaft der Freunde der russischen Literatur.

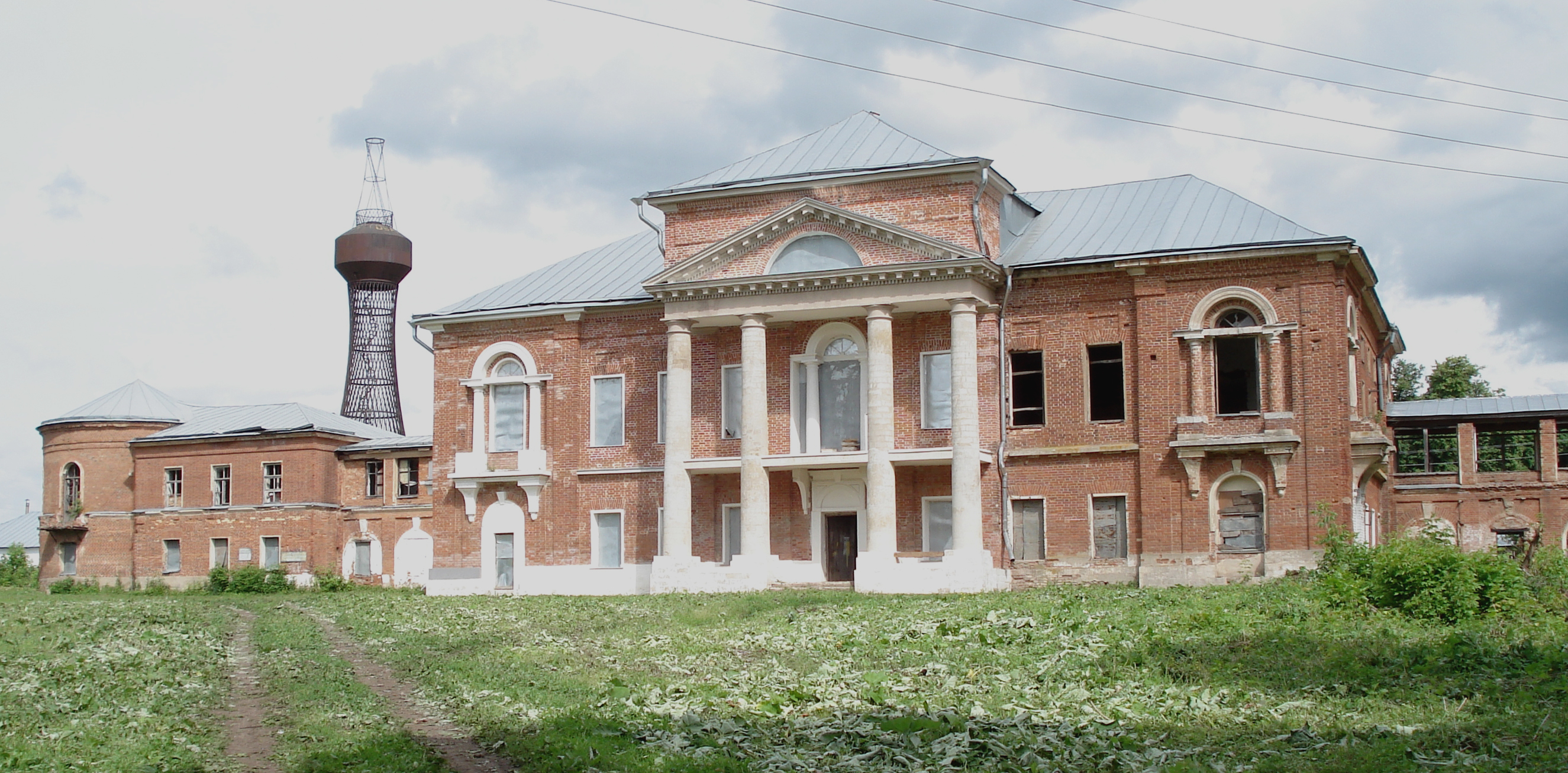
Schloss Netschajew mit Hyperboloid-Gitterturm in Polibino

1824 kam Netschajew zum Moskauer Militärgouverneur Fürst Dmitri Golizyn, um Sonderaufgaben zu übernehmen. Dort arbeitete er viel für verschiedene Wohltätigkeitseinrichtungen in Moskau und im Komitee für die Prüfung von Bittgesuchen. Er stand den Dekabristen nahe und war befreundet mit Michail Bestuschew-Rjumin, Sergei Murawjow-Apostol, Wilhelm Küchelbecker und Kondrati Rylejew.
1826 wurde Netschajew zu Graf Alexander Stroganow abkommandiert zur Untersuchung einer Aufteilung des Gouvernements Perm. 1827 kam er in die kaiserliche Kanzlei in St. Petersburg. 1828 heiratete er Sofja Sergejewna Malzowa (1803–1836), Tochter des Kornetts und Unternehmers Sergei Malzow.
Zum 1. Dezember 1828 wechselte Netschajew in das Büro des Ober-Prokurators des Heiligen Synods dank der Hilfe des Fürsten Alexander Golizyn und des Onkels seiner Frau, des Oberprokurors des Heiligen Synods Pjotr Meschtscherski. Im folgenden Jahr wurde Netschajew Mitglied des Kollegiums der geistlichen Schulen. Dadurch entwickelte sich ein enges Verhältnis zum Moskauer Metropoliten Philaret Drosdow. 1831 wurde er Wirklicher Staatsrat (IV. Rangklasse) und 1833 Oberprokuror des Heiligen Synods als Nachfolger  Pjotr Meschtscherskis. Unter ihm wurde Ordnung in das Synod-Archiv gebracht und die staatliche Kontrolle der Finanzen der geistlichen Behörde eingeführt. Auch gelang ihm die Einrichtung einer Überwachung der Kirchenverwaltung in den Eparchien Pensa, Moskau und anderen.

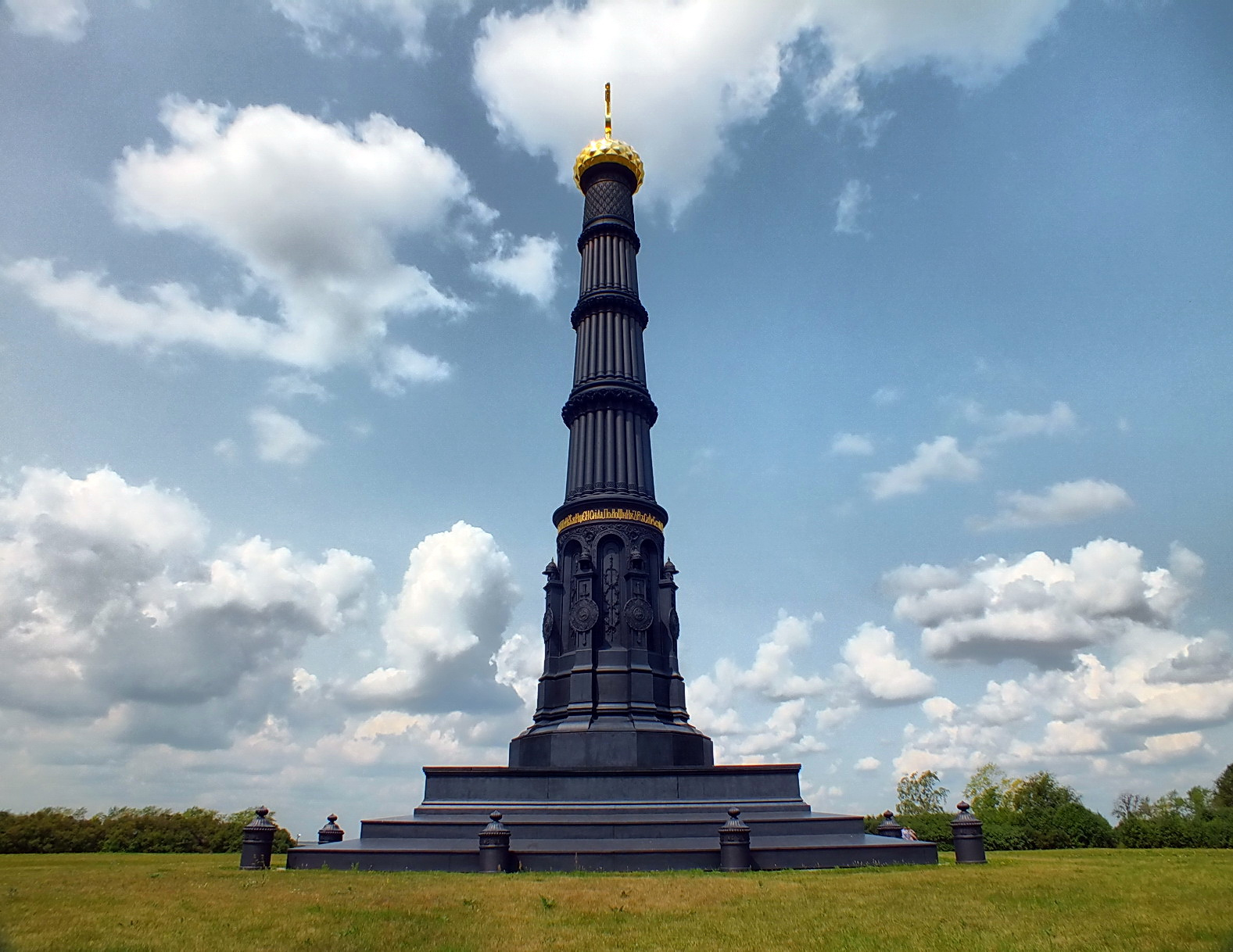
Kulikowo-Säule auf dem Kulikowo Pole

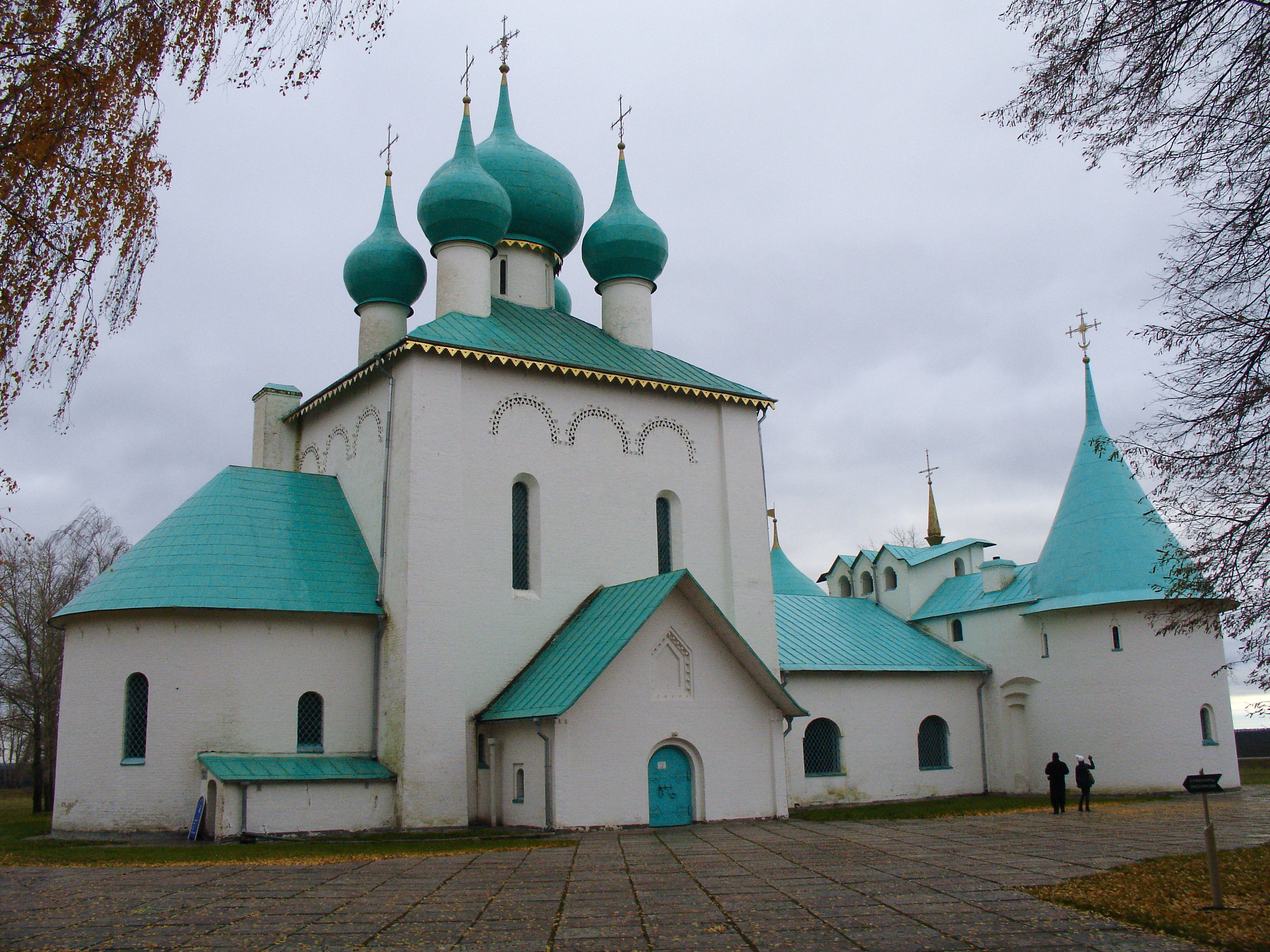
Kirche des Sergius von Radonesch auf dem Kulikowo Pole

1836 ließ sich Netschajew beurlauben, um zu seiner an der Schwindsucht erkrankten Frau an der Südküste der Krim zu reisen, die bald darauf starb. Währenddessen richteten unzufriedene Synod-Mitglieder mit Hilfe des kaiserlichen Kammerherrn Andrei Murawjow ein Gesuch an den Kaiser zur Abberufung Netschajews und Berufung Graf Nikolai Protassows als Oberprokuror des Heiligen Synods, dem sogleich stattgegeben wurde. Netschajew wurde zum Geheimrat (III. Rangklasse) und Senator ernannt.
Netschajew übernahm verschiedene Ehrenämter in vielen Moskauer Wohltätigkeitseinrichtungen. Bereits in seiner Jugend hatte er sich literarisch betätigt mit Lyrik-Veröffentlichungen in Karamsins Westnik Jewropy (Bote Europas) 1816 und anderen Zeitschriften. Er beschäftigte sich mit der mittelalterlichen Geschichte Russlands und veröffentlichte eine Reihe von Aufsätzen über die Schlacht auf dem Kulikowo Pole und über seine Funde alter Waffen auf Feldern seines Landguts Polibino. Nach seiner Meinung befand sich hier das legendäre Kulikowo Pole der mittelalterlichen Quellen. Er organisierte die Errichtung einer 30 m hohen Kulikowo-Säule, die von Alexander Brjullow ausgeführt wurde (1848–1850). Er sammelte Mittel für die Kirche des Sergius von Radonesch auf dem Kulikowo Pole. In seinem Schloss in Polibino brachte er die Sammlung von Altertümern unter, die sich auf die Schlacht auf dem Kulikowo Pole bezogen. Damit wurde das Schloss das erste Museum für die Schlacht auf dem Kulikowo Pole.
1856 wurde Netschajew Wirklicher Geheimrat (II. Rangklasse). 1857 nahm er aus Gesundheitsgründen seinen Abschied.
Netschajew wurde auf dem Moskauer Nowodewitschi-Friedhof neben seiner Frau begraben. Das Grab fiel den Friedhofsäuberungen in den 1930er Jahren zum Opfer.
Netschajew hinterließ vier Kinder: Dmitri, Sofja, Anna und Juri. Juri war der Neffe und Erbe Iwan Malzows, so dass er dann den Namen Netschajew-Malzow annahm. Er kaufte auf der Allrussischen Industrie- und Handwerksausstellung 1896 in Nischni Nowgorod den bis heute bewundernswerten Stahlgitterturm, die weltweit erste Hyperboloidkonstruktion des bedeutenden Ingenieurs Wladimir Grigorjewitsch Schuchow, den er in Polibino hinter dem Schloss Netschajew aufstellen ließ. 1974 erklärte der Ministerrat der RSFSR Schloss Netschajew mit Gitterturm, Teich und Pferdestall zum Architekturdenkmal unter dem Schutz der Regierung.
Netschajews Schwester Theodosia Dmitrijewna (1795–1850) war mit dem Schriftsteller Stepan Schicharew verheiratet.

## Ehrungen
- Orden des Heiligen Wladimir III. Klasse
- Russischer Orden der Heiligen Anna I. Klasse